# Christoph Theobald

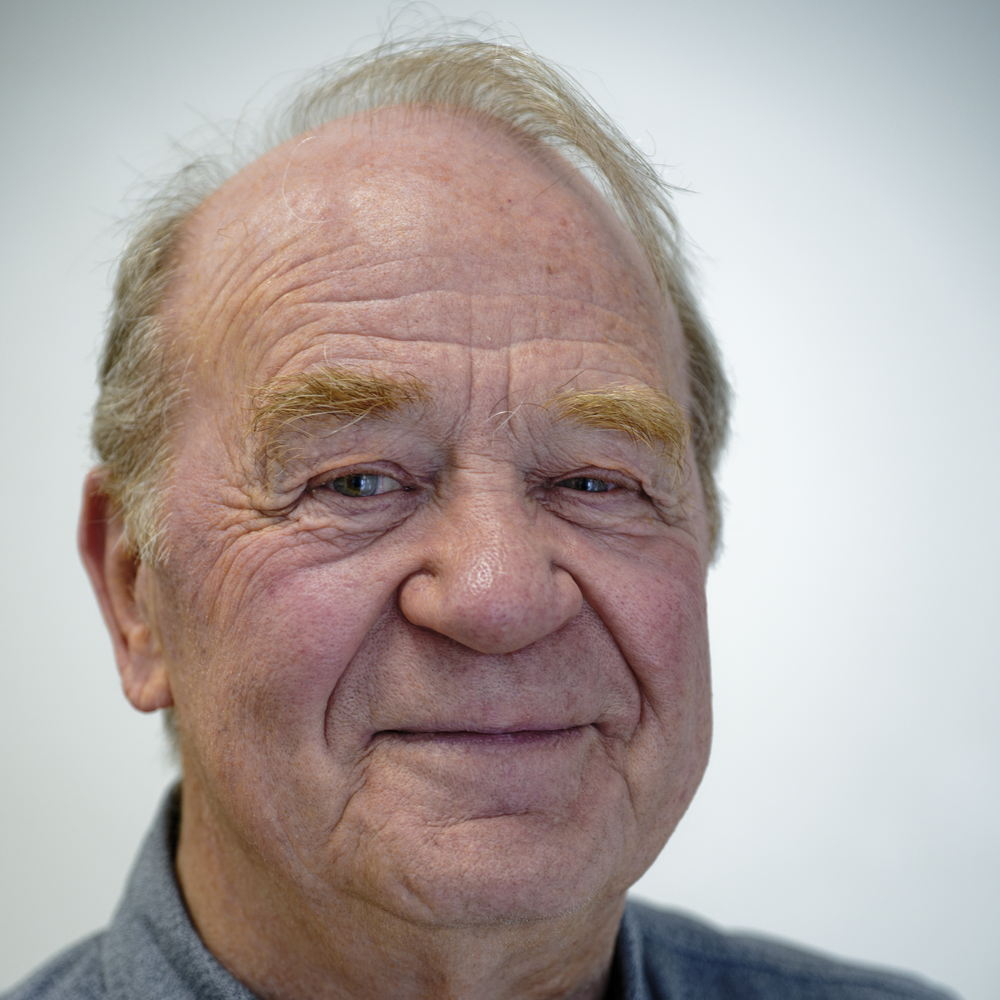
Christoph Theobald

Christoph Theobald SJ (* 1946 in Köln) ist ein deutscher römisch-katholischer Theologe.

## Leben
Christoph Theobald studierte katholische Theologie in Bonn und Paris. Er trat 1978 in den römisch-katholischen Orden der Jesuiten ein. Theobald ist Hochschullehrer für Katholische Theologie im Fachbereich Fundamentaltheologie und Dogmatik am Centre Sèvres in Paris. Sein Bruder Michael Theobald war Professor für Neues Testament an der Katholisch-Theologischen Fakultät der Universität Tübingen. Gemeinsam wurde ihnen 2014 der Theologische Preis der Salzburger Hochschulwochen zugesprochen. 2019 verlieh ihm die Theologische Fakultät der Universität Freiburg die Ehrendoktorwürde.

## Schriften (Auswahl)

### Als Verfasser
- mit Philippe Charru: La Pensée musicale de Jean-Sébastien Bach. Les chorals du Catéchisme luthérien dans le „Clavier-Übung“ (III). Les Éditions du Cerf, Paris 1993.
- mit Bernard Sesboüé: Histoire des dogmes, Bd. 4: La Parole du salut. Desclée, Paris 1996.
- La Révélation (in der Reihe Tout simplement). Les éditions de l’atelier, Paris 2001.
- mit Gabriel Piroird: Lire les Evangiles et l’Apocalypse en Algérie et ailleurs (= Présences d’Evangile, Bd. 1).Les éditions de l’atelier, Paris 2003.
- Transmettre un Évangile de liberté. Bayard, Paris 2007.
- Le christianisme comme style. Une manière de faire de la théologie en postmodernité, 2 Bände. Les Éditions du Cerf, Paris 2007.
- Vous avez dit vocation ? (in der Reihe Etudes et essais). Bayard, Montrouge (Hauts-de-Seine) 2010.
- Christentum als Stil. Für ein zeitgemäßes Glaubensverständnis in Europa. Herder, Freiburg 2018.
  - französische Übersetzung: L’Europe, terre de mission. Vivre et penser la foi dans un espace d’hospitalité messianique. Les Éditions du Cerf, Paris 2019, ISBN 978-2-204-13233-6.
- Hören, wer ich sein kann. Einübungen. Herausgegeben von Reinhard Feiter und Hadwig Müller. Matthias-Grünewald-Verlag, Ostfildern 2018, ISBN 978-3-7867-3073-6.

### Als Herausgeber
- La théologie en Europe du Sud. Les Éditions du Cerf, Paris 2000.
- mit Pierre Gibert: Le cas Jésus Christ, Exégètes, historiens et théologiens en confrontation. Bayard, Paris 2002.
- mit Philippe Bacq: Une nouvelle chance pour l’Evangile. Vers une pastorale d’engendrement. Lumen Vitae, Brüssel / Novalis, Montréal /  Atelier, Paris 2004.
- mit Christophe Boureux: Le péché originel. Heurs et malheurs d’un dogme. Bayard, Paris 2005.
- mit Pierre Gibert: Des Écritures d’inspiration divine? Exégèse, histoire et théologie. Bayard, 2007.
- mit Philippe Bacq: Passeurs de l’Evangile. Autour d’une pastorale d’engendrement. Lumen Vitae, Brüssel / Novalis, Montréal /  Atelier, Ivry-sur-Seine 2008.